# HRP-2改
HRP-2改（エイチアールピー・ツー・カイ）とは、FY1998-2002の５ヶ年計画で実施された経済産業省／NEDOプロジェクト「人間協調・共存型ロボットシステム研究開発」において、
川田工業／産総研／安川電機／清水建設で開発したヒューマノイドロボットHRP-2をベースに、2015年6月に行われたDARPA Robotics Challenge (DRC) 用に改造を行ったロボット。

## 特徴
DRCのタスクに現れる大段差に対応し、作業能力を向上させるために脚腕を延長し、関節軸構成を一部変更した他、LRFやカメラ等のセンサを追加した。最初の設計から既に10年以上が経ち、最新のコンピュータシステムの採用が難しくなるなどの状況を踏まえて外からは見えない体内の電装系も一新されており、外観のイメージは維持しながらもほぼ新規開発のロボットに近い内容となっている。

### 構造
身長170cm、体重65kg。